# Fissidens fauriei
Fissidens fauriei là một loài Rêu trong họ Fissidentaceae. Loài này được Cardot mô tả khoa học đầu tiên năm 1907.